# マサチューセッツ総合病院
マサチューセッツ総合病院（マサチューセッツそうごうびょういん、Massachusetts General Hospital）は、マサチューセッツ州ボストンにある病院である。ハーバード・メディカルスクールの関連医療機関。

## 概要
アメリカ東部の病院である。ハーバード大学関連医療機関の中でも中心的な病院であり、世界五大医学雑誌の一つ「ニューイングランド・ジャーナル・オブ・メディシン」では、同院で診断に難渋した症例が毎週のように掲載される。
ドラマ「ER緊急救命室」の原作者であるマイケル・クライトンがハーバード大学の医学生であった頃に実習を行った病院でもある。

## ノーベル賞
この病院にて働いていたあるいは研修を受けていた中から、これまで11人のノーベル賞受賞者を出している。
- 1934年 - ジョージ・リチャーズ・マイノット
- 1947年 - カール・コリ
- 1953年 - フリッツ・アルベルト・リップマン
- 1972年 - ジェラルド・モーリス・エデルマン
- 1985年 - マイケル・ブラウン, ジョーゼフ・ゴールドスタイン
- 1989年 - J・マイケル・ビショップ
- 1998年 - フェリド・ムラド
- 2009年 - ジャック・W・ショスタク
- 2011年 - ラルフ・スタインマン
- 2012年 - ロバート・レフコウィッツ

## かつて在籍した日本人
- 西澤茂
- 寺尾榮夫

## 関連書籍
- マイケル・クライトン『5人のカルテ』ハヤカワ文庫NF
- 『内科ポケットレファランス』 ISBN 4-8959-2702-4
- 『MGH麻酔の手引』ISBN 4-8959-2355X
- 『MGH総合病院精神医学マニュアル』ISBN 4-8959-2546-3
- 『MGH「心の問題」診療ガイド』  ISBN 4-8959-2324-X
- 『MGHクリティカルケアブック』 ISBN 4-8959-2323-1

1. ↑  | Clinical Problem-Solving
2. ↑  | Case Records of the Massachusetts General Hospital